# Sante Garibaldi
Sante Garibaldi, né à Rome le 16 octobre 1885 et mort à Caudéran dans le département français de la Gironde le 4 juillet 1946, est un entrepreneur de travaux publics italien, officier, militant anti-fasciste et résistant.
Il porte avec ses frères le flambeau des idéaux républicains de leur grand-père Giuseppe Garibaldi, en combattant pour la libération de la Grèce et aux côtés de la France pendant la Première Guerre mondiale. Quand le mouvement garibaldien se scinde entre une faction séduite par Benito Mussolini et le groupe des partisans antifascistes, il devient un des dirigeants de ce dernier et quitte l'Italie pour la France. Il y entre dans la résistance. Arrêté par la Gestapo, il est déporté à Dachau.

## Biographie
Sante Garibaldi naît à Rome le 16 octobre 1885, trois ans après la mort de son grand-père, le général Giuseppe Garibaldi. Sa mère, Harriet Constance Hopcraft, est Anglaise ; son père, Ricciotti Garibaldi, tout d'abord officier, est parti de 1875 à 1881 faire fortune en Australie avant de s'installer à Rome. La famille est nombreuse : Constance-Rose, Annita-Italia, Giuseppe dit Peppino sont nés en Australie, puis à Rome sont venus au monde  (it), Menotti, Sante, Arnaldo (mort en bas âge), Bruno, Costante, Ezio (it) et Giuseppina.  
Sante étudie à l'école industrielle de Reggio Emilia, dont il sort diplômé à l'âge de 18 ans. Dans le domaine du bâtiment, il travaille en Égypte et au Soudan de 1903 à 1912, où il participe à la construction d'Héliopolis ; comme cartographe, il accompagne une expédition géographique sur le Nil Bleu[réf. souhaitée]. En novembre 1912, Ricciotti Garibaldi fidèle à l'esprit de son père lance une expédition de 1 166 volontaires vers la Grèce pour aider à la libération du pays dominé par les Ottomans (première guerre balkanique). Sante et plusieurs de ses frères en font partie. La troupe de chemises rouges subit de lourdes pertes sur les pentes du mont Driskos, près de Ioannina. Après quelques semaines ce qui reste des garibaldiens rembarque au Pirée. Sante retourne en Égypte.  
Début septembre 1914, Sante et plusieurs de ses frères (Peppino, Ricciotti jr, Costante, Bruno et Ezio) se rendent en France pour contribuer à lutter contre les Allemands : alors que l'Italie hésite encore à intervenir, la famille Garibaldi organise la « légion garibaldienne », répertoriée sous le nom de 4e régiment de marche du 1er étranger. À Nice Sante forme un bataillon d'une centaine de combattants italiens, la Compagnia Nizza. La troupe quitte Nice pour Marseille le 14 septembre, au son de La Marseillaise et de l'hymne de Garibaldi. Ce sont au total plusieurs milliers de partisans italiens qui rejoignent l'armée française pour la Première Guerre mondiale, et combattent notamment en Argonne. Bruno est tué en décembre 1914 à Lachalade ; Sante accompagne son cercueil jusqu'à Rome, salué sur la route par de nombreuses manifestations de sympathie et cérémonies officielles. Costante meurt au front en janvier 1915, et Joffre accorde une autorisation exceptionnelle pour faire rapatrier également son corps,. À l'entrée en guerre de l'Italie, Sante Garibaldi rejoint l'armée royale en tant qu'officier du 52e régiment d'infanterie et combat d'abord sur le front des Dolomites. Il obtient deux médailles de bronze et une médaille d'argent pour sa vaillance militaire.  
La paix revenue, Sante est démobilisé avec le grade de major. Il se désolidarise en 1925 de son frère Ezio qui prend en Italie la tête d'un « réveil garibaldien » plutôt favorable au fascisme (il deviendra général dans le futur régime). Il émigre définitivement en France après l'accession au pouvoir de Mussolini. Avec Ricciotti jr et Peppino, Sante s'y ancre dans l'anti-fascisme en créant le mouvement Avant-Garde, puis les Légions garibaldiennes de la liberté, qui attirent de nombreux exilés italiens communistes, socialistes et anarchistes.  En politique, il reste proche des milieux liés à Édouard Herriot et à la tradition garibaldienne. Les services de renseignements français le décrivent comme un honnête homme, à la différence du reste de sa fratrie. Il vit un temps Paris, qu'il quitte après des revers politiques pour s'installer à Verteillac, en Dordogne. Il y retrouve sa fiancée, Beatrice Borzatti, qu'il épouse le 27 juillet 1931 à Bouteilles-Saint-Sébastien. Le couple emménage à Bordeaux : Sante y dirige l'entreprise de travaux publics qui construit notamment le stade vélodrome du parc Lescure et la piscine Judaïque. Avec ses partisans, il participe à la campagne française contre l'invasion allemande et est sur le point de se rendre à Londres pour former un corps de volontaires.  
Dirigeant du mouvement garibaldien démocratique — en 1939 il préside la Fédération des associations des garibaldiens de l'Argonne, des combattants dans l'armée française et sympathisants garibaldiens et édite un journal, Le Garibaldien —, il entre dans la résistance intérieure française après l'armistice. En avril 1942, les autorités italiennes lancent contre lui un mandat d'arrêt : il se réfugie quelques mois à Ribérac, sans mettre fin à ses activités souterraines. Mais après l'invasion de la Zone libre par les Allemands, il est interpelé par la Gestapo le 24 juin 1943, il est incarcéré au fort du Hâ, déporté à Angers, Compiègne, Sarrebrück, Cologne, Francfort, Essen, Leipzig pour être finalement interné au camp de Dachau en septembre 1944. Début avril 1945, il est transféré avec 140 prisonniers importants à Villabassa dans le Haut-Adige, où il est libéré le 4 mai 1945 par les Alliés. Il se rend à Rome, puis rentre à son domicile de Caudéran (commune aujourd'hui rattachée à Bordeaux) où il meurt des séquelles de son internement le 4 juillet 1946.
Il repose dans le tombeau familial au cimetière de Verano à Rome[réf. souhaitée].

## Distinctions
- Médaille de bronze de la vaillance militaire le 22 à 26 novembre 1917 à Marmolada
- Médaille d'argent de la vaillance militaire le 15 juillet 1918 à Reims
- Médaille d'argent de la vaillance militaire le 4 novembre 1918 à Choffaur
- À titre posthume il est fait commandeur de la Légion d'honneur le 30 décembre 1948 par le président de la République Vincent Auriol, pour sa lutte contre le fascisme en Italie et en France[3].

Une rue de Bordeaux est baptisée à son nom.